# Дайрабаев, Рашид Якубжанович
Рашид Якубжанович Дайрабаев (15 мая 1967, пос. Фабричный, Казахская ССР, СССР — 28 февраля 2013, Москва, Россия) — российский музыкальный менеджер и продюсер. Директор группы «Ласковый май» (1987—1991) и певца Николая Баскова (1999—2005).

## Биография
Рашид Дайрабаев родился в 1967 году в пос. Фабричный (ныне с. Каргалы Жамбылского района Алматинской области) Казахской ССР в многодетной семье. Родители Рашида растили шестерых детей. Окончил 8 классов Каргалинской средней школы № 1.
По окончании средней школы, в 1983 году приехал в Москву и поступил в ПТУ, затем — в культпросветучилище. Работал доставщиком телеграмм на почте, подрабатывал дворником. Проходил службу в рядах Советской армии в штабе Белорусского военного округа (младший сержант). После армии поступил в Московский педагогический институт им. Крупской. Позже окончил Московский заочный кредитно-финансовый институт по специальности экономист.

## Деятельность
В 1987 году знакомится с Андреем Разиным, который приглашает его работать администратором, а потом концертным директором группы «Ласковый май». С 1988 по 1991 год — директор Всесоюзной творческой студии для одарённых детей и инвалидов «Ласковый май».
Работал в качестве импресарио с Игорем Сарухановым (1991—1992), Аленой Апиной, Викой Цыгановой (1992—1993), Анной Резниковой, Андреем Державиным, другими исполнителями.
В 1999 году был приглашён в центр «Музыка, Совершенство, Красота» (генеральный директор — Борис Шпигель) в качестве исполнительного продюсера певца Николая Баскова. Оставался директором артиста до 2005 года. Сотрудничество с певцом закончилось скандалом и взаимными обвинениями в прессе.
Последние годы занимался организацией гастрольных туров популярных артистов российской эстрады, раскруткой молодых артистов и прокатом больших программ, таких как «Ледниковый период».

## Смерть
Рашид Дайрабаев умер в реанимации 51-й больницы Москвы вечером 28 февраля 2013 года, куда был госпитализирован в состоянии комы (обширный инфаркт и отёк головного мозга). Дайрабаев скончался, не приходя в сознание. Похоронен 3 марта 2013 года на Хованском кладбище.